# كازالنووفو دي نابولي
كازالنووفو دي نابولي (بالإيطالية :Casalnuovo di Napoli)، مدينة إيطاليا جنوب إيطاليا في إقليم كامبانيا وتابعة لمقاطعة نابولي، تقع إلى الشمال الشرق من مدينة نابولي على بعد 13 كم، سكانها 47.940 نسمة على مساحة 7,75 كيلومتر مربع، كانت تعتبر جزء من مدينة أفراغولا، حتي أتى مرسوم ملكي في 25 شباط فبراير 1929 م معتبرا إيها من مستقلة عنها، أسست على أنقاض مدينة أثرية تسمى Archora إحدى القرى التي تعتبر أصل مدينة أفراغولا.

## السكان
في سنة 1861 بلغ عدد السكان 5٬468 نسمة، وتطور العدد ليصل في سنة 2011 لـ 48٬621 نسمة.
يظهر هذا المخطط البياني تطور النمو السكاني لـ كازالنووفو دي نابولي